# Babou de La Bourdaisière (Adelsgeschlecht)
Zur Familie Babou de La Bourdaisière oder Babou aus dem Berry und der Touraine gehören zahlreiche Persönlichkeiten der französischen Monarchie.

## Geschichte
Die Familie Babou stammt aus dem Berry. Erste Erwähnungen betreffen Jean Babou, der zur Zeit des Königs Karl V. in Dun-le-Roi lebte. Sein Urenkel ist Laurent Babou, königlicher Notar in Bourges unter Ludwig XI. Dessen Sohn Laurent Babou, Sieur de Givray, erwarb im Verlauf seiner Tätigkeit das Vermögen, das es ihm möglich machte, für sich 1498 das Amt eines Trésorier de France und für seinen Sohn Philibert Babou (1484–1557) die Erblichkeit des Amtes sowie den Adelstitel zu kaufen. Letzterer, Sieur de Givray et de La Bourdaisière, wurde 1520 Bürgermeister von Tours, residierte ab 1523 im Schloss Clos Lucé, wurde 1524 Surintendant des Finances und 1544, unter Franz I., Maître d’Hôtel du Roi. Philibert Babou erwarb 1535 für den König das Schloss Chenonceau. Sein Sohn Jean Babou (1511–1569), Seigneur de La Bourdaisière, der weiter Titel und Ämter kumulierte, wurde 1532 Grand Bailli de Touraine, 1557 Maître de la Garde-Robe, 1559 Botschafter in Rom, 1562 Kapitän des Schlosses Amboise, 1566 Ritter des Ordre de Saint-Michel, 1567 Gouverneur von Brest, Gouverneur des Haushalts des Herzogs von Alençon, Großmeister der Artillerie von Frankreich und schließlich 1568 Staatsrat. Seine Tochter ist Françoise Babou de La Bourdaisière, die Mutter von Gabrielle d’Estrées, von der Ludwig XV. abstammt.
Die Familie erlosch im 17. Jahrhundert, auch wenn Le Figaro in seiner Ausgabe vom 6. August 1871 den Tod des letzten Angehörigen vermeldet – François Babou de La Bourdaisière, Juwelier aus Bourges, der sich das Adelsprädikat jedoch selbst verliehen hatte und tatsächlich mit der Familie Babou de la Bourdaisière nicht direkt verwandt war.

## Stammliste (Auszug)

### Bis Mitte des 16. Jahrhunderts
1. Jean Babou, † vor 1370
  1. Laurent Babou, † vor 1404
    1. Jean Babou, † nach 1433, königlicher Notar in Bourges
      1. Laurent Babou, † nach 1486, Notar am Gericht von Bourges; ⚭ Michèle du Teil, † nach 1486
        1. Laurent Babou, † vor 1504, Seigneur de Givray, 1486 königlicher Notar in Bourges, 1498 Trésorier de France; ⚭ (Ehevertrag 1483) Françoise Rat, † um 1543, Tochter von Renaud (alias Guillaume) Rat und Jacquette Bourdin, sie heiratete in zweiter Ehe 1504 Jean Salat, Lieutenant-général de Bourges, dann Maître des requêtes
          1. Philibert Babou, * um 1484, † 1557, Seigneur de Givray, de La Bourdaisiére (1510) etc., 1504 königlicher Notar in Bourges, 1521 Bürgermeister von Tours, 1524 Surintendant des Finances, 1544 Maître d’Hôtel du Roi; ⚭ 1510 Marie Gaudin, * um 1495, † 1580, Dame de La Bourdaisière et de Thuisseau, Mätresse des Königs Franz I., Tochter von Victor Gaudin, Seigneur de Thuisseau et de La Bourdaisière, und Agnès Morin – Nachkommen siehe unten

### Die Nachkommen Philibert Babous
1. Philibert Babou, * um 1484, † 1557, Seigneur de Givray, de La Bourdaisiére (1510) etc., 1504 königlicher Notar in Bourges, 1521 Bürgermeister von Tours, 1524 Surintendant des Finances, 1544 Maître d’Hôtel du Roi; ⚭ 1510 Marie Gaudin, * um 1495, † 1580, Dame de La Bourdaisière et de Thuisseau, Mätresse des Königs Franz I., Tochter von Victor Gaudin, Seigneur de Thuisseau et de La Bourdaisière, und Agnès Morin – Vorfahren siehe oben
  1. Jean Babou de La Bourdaisière, * 1511, † 1569, Seigneur de La Bourdaisière et de Thuisseau, Baron de Sagonne, 1532 Grand Bailli de Touraine, 1557 Maître de la Garde-Robe, 1559 Botschafter in Rom, 1562 Käpitan des Schlosses Amboise, 1567 Gouverneur von Brest, Großmeister der Artillerie von Frankreich, Staatsrat; ⚭ (Ehevertrag 1539) Françoise Robertet,* 1519, † 1580, Dame d’Alluyes et de Sagonne, Tochter von Florimond I. Robertet, Baron d’Alluyes et de Brou, Sécretaire d’État, und Michelle Gaillard (siehe Gaillard de Longjumeau), sie heiratete in zweiter Ehe Jean VI. d’Aumont, Comte de Châteauroux, Marschall von Frankreich
    1. Georges Babou de La Bourdaisière, * 1540, † 1607, Comte de Sagonne, Seigneur de La Bourdaisière etc., 1594 Staatsrat, 1603 Capitaine des Cent-Gentilshommes du Roi; ⚭ 1582 Madeleine du Bellay, Princesse d’Yvetot, Tochter von René II. du Bellay, Baron de Thouarcé, und Marie du Bellay-Langey, Princesse d’Yvetot
      1. Georges Babou de La Bourdaisière, * um 1583, † 1615[1] Comte de Sagonne, Seigneur de La Bourdaisière – mit ihm erlischt die Familie Babou de La Bourdaisiére in männlicher Linie; ⚭ um 1613 Jeanne Hennequin, * um 1595, † nach 1629, Tochter von Nicolas Hennequin, Président du Grand Conseil, und Renée Hennequin; ⚭ (2) Gilbert Filhet, Seigneur de La Curée; ⚭ (3) Gabriel d’Aremberg, Seigneur des Ousches[2], Oberst der Schweizer des Herzogs von Orléans
        1. Marie Babou de La Bourdaisière, * um 1614, † jung
        2. Louis Babou de La Bourdaisière, * um 1615, † jung

      2. Marie Babou de La Bourdaisière, * um 1584, † nach 1617, Comtesse de Sagonne, Dame de La Bourdaisière; ⚭ (Ehevertrag 1602) Charles Saladin de Savigny, dit d’Anglure, Vicomte d’Étoges, Grand-Sénéchal de Lorraine, * 1573, † vor 1617
      3. Marguerite Babou de La Bourdaisiére, * 1587
      4. Anne Babou de La Bourdaisiére, * um 1588, † 1647, 1613 Äbtissin von Beaumont-lès-Tours

    2. Jean Babou de La Bourdaisière, * 1541, † September 1589 in Schlacht von Arques, Comte de Sagonne, Kapitän und Gouverneur von Brest; ⚭ 1579 Diane de La Marck, * 1544, † nach 1612, Tochter von Robert IV. de La Marck, Herzog von Bouillon, Marschall von Frankreich, und Françoise de Brézé, Gräfin von Maulévrier (Tochter von Louis de Brézé und Diane de Poitiers), Witwe von Jacques de Clèves, Duc de Nevers, Pair de France († 1564), und Henri Antoine de Clermont, Duc de Clermont, dann Duc de Tonnerre († 1573)
      1. Jeanne Babou de La Bourdaisiére, * um 1580, † 1610
      2. Alphonsine Babou de La Bourdaisiére, * um 1582, † 1617
      3. Philibert Babou de La Bourdaisiére
      4. Fabrice Babou de La Bourdaisiére

    3. Françoise Babou de La Bourdaisière, * um 1542, † 1592; ⚭ 1559 Antoine IV. d’Estrées, Marquis de Cœuvres, * um 1529, † 1609, Großmeister der Artillerie von Frankreich
      1. Gabrielle d’Estrées, * 1573, † 1599, Mätresse des Königs Heinrich IV.

    4. Marie Babou de La Bourdaisière, * um 1544, † 1582; ⚭ 1560 Claude II. de Beauvilliers, Comte de Saint-Aignan, * 1542, † 1583, Gouverneur et Lieutenant-général de Berry, Anjou et de Bourges
    5. Philibert Babou de La Bourdaisière, * um 1545, † nach 1570, Abt von Le Jard
    6. Fabrice Babou de La Bourdaisière, dit Chevalier de La Bourdaisière, * um 1547, † nach 1570
    7. Madeleine Babou de La Bourdaisiére, * um 1548, † 1577, 1574 Äbtissin von Beaumont-lès-Tours
    8. Isabeau Babou de La Bourdaisiére, * um 1551, † 1625, Dame d’Alluyes, vermutlich Mätresse von Philippe Hurault de Cheverny, Kanzler von Frankreich; ⚭ 1572 François d’Escoubleau, † 1602, Marquis d’Alluyes et de Sourdis, Gouverneur von Chartres
      1. François d’Escoubleau de Sourdis, * 1574, † 1628, 1599 Erzbischof von Bordeaux und Kardinal
      2. (unehelich?, Vater wohl Philippe Hurault de Cheverny) Henri d’Escoubleau de Sourdis, * 1591, † 1645, Admiral und 1629 Erzbischof von Bordeaux

    9. Anna Babou de La Bourdaisière, * 1552, † 1613, 1582 Äbtissin von Beaumont-lès-Tours
    10. Michelle Babou de La Bourdaisière, * 1553, † 1584, Äbtissin von Le Perray
    11. Antoinette Babou de La Bourdaisière, * um 1560; ⚭ um 1580 Jean de Plantadis, Maître des requêtes und Chef du Conseil de la Reine Louise de Lorraine-Vaudémont
    12. Madeleine Babou de La Bourdaisière, * um 1561, † nach 1605; ⚭ (1) 1580 Honorat Ysoré, Baron d’Airvault, *1561, † 1586, Lieutenant-général et Gouverneur de Blaye et en Aunis; ⚭ (2) Moïse de Billon, Seigneur de La Touche d’Aizé in Courléon
    13. Diane Babou de La Bourdaisière, * 1563, † um 1633; ⚭ (1) Charles Turpin de Crissé, Seigneur de Monthoiron; ⚭ (2) Pierre de Bompart, Seigneur d’Antibes

  2. Jacques Babou de la Bourdaisière, * 1512, † 1532, Bischof von Angoulême
  3. Philibert Babou de La Bourdaisière, genannt Cardinal de La Bourdaisiére, * um 1513, † 1570, 1533 Bischof von Angoulème, Abt von Le Jard, 1561 Kardinal, 1563 Bischof von Auxerre, französischer Botschafter in Rom, 1570 Kämmerer des Heiligen Kardinalskollegiums
    1. (unehelich, Mutter unbekannt) Alphonse Babou de La Bourdaisière – Nachkommen, darunter Fabrice Babou de La Bourdaisière, † 1646, Kämmerer des Papstes Urban VIII., 1624 Bischof von Cavaillon

  4. Leonor, † 1558, 1557 Panetier du Roi
  5. Claude Babou de La Bourdaisière, † 1590; ⚭ 1534 Nicolas Popillon, Baron de Châtel-Montagne, † vor 1576, Lieutenant du Gouvernement du Bourbonnais
  6. Marie de La Bourdaisière; ⚭ 1542 Bonaventure Gillier, † 1584, Baron de Marmande, Urenkel von Jean V. de Bueil, Admiral von Frankreich
  7. Antoinette Babou de La Bourdaisière; ⚭ 1542 René de Ligneris, † 1563, Seigneur d’Azay et d’Auge
  8. Anne Babou de La Bourdaisière, Äbtissin von Beaumont-lès-Tours